# Juan de Dios López de Unsueta
Juan de Dios López de Unsueta fue un político peruano. 
Fue alcalde del distrito de Taray en la provincia de Calca, departamento del Cusco. Fue diputado de la República del Perú por la provincia de Calca en 1829, 1831 y 1832 durante el primer gobierno del Mariscal Agustín Gamarra. 